# Damien Manivel
Damien Manivel est un réalisateur français né en 1981 à Brest.

## Biographie
D'abord danseur contemporain, Damien Manivel entre au Fresnoy (Studio national des arts contemporains, promotion Nam June Paik) en 2006, pour étudier le cinéma. Il signe plusieurs courts-métrages pour lesquels il reçoit notamment le prix Jean Vigo et le grand prix de la Semaine de la Critique de Cannes. Un jeune poète, son premier long-métrage, est en compétition à Locarno où il obtient la mention spéciale du jury, Le Parc est sélectionné à Cannes (ACID) et remporte le Grand Prix aux Entrevues Belfort. Enfin, son troisième long-métrage tourné au Japon, Takara, fait sa première en compétition Orizzonti à la Mostra de Venise 2017.
Il remporte le Léopard pour la meilleure réalisation au Festival international du film de Locarno 2019 pour Les Enfants d'Isadora.

## Filmographie

### Courts métrages
- 2007 : Viril
- 2008 : Sois sage, ô ma douleur
- 2011 : La Dame au chien
- 2012 : Un dimanche matin

### Longs métrages
- 2015 : Un jeune poète
- 2016 : Le Parc
- 2017 : Takara, la nuit où j'ai nagé (coréalisateur : Kohei Igarashi)
- 2019 : Les Enfants d'Isadora
- 2022 : Magdala
- 2023 : L'Île

## Distinctions
- 2010 : Grand prix du Festival du film de Vendôme pour La Dame au chien[9]
- 2011 : Prix Jean-Vigo pour La Dame au chien[10]
- 2012 :  Prix Découverte de la Semaine de la Critique au Festival de Cannes pour Un dimanche matin
- 2014 : Mention spéciale Cinéastes du présent au Festival de Locarno pour Un jeune poète[11]
- 2016 : Grand prix de Entrevues, Festival International du Film pour Le Parc
- Festival international du film de Locarno 2019 : Léopard pour la meilleure réalisation pour Les Enfants d'Isadora